# Kring julgranen

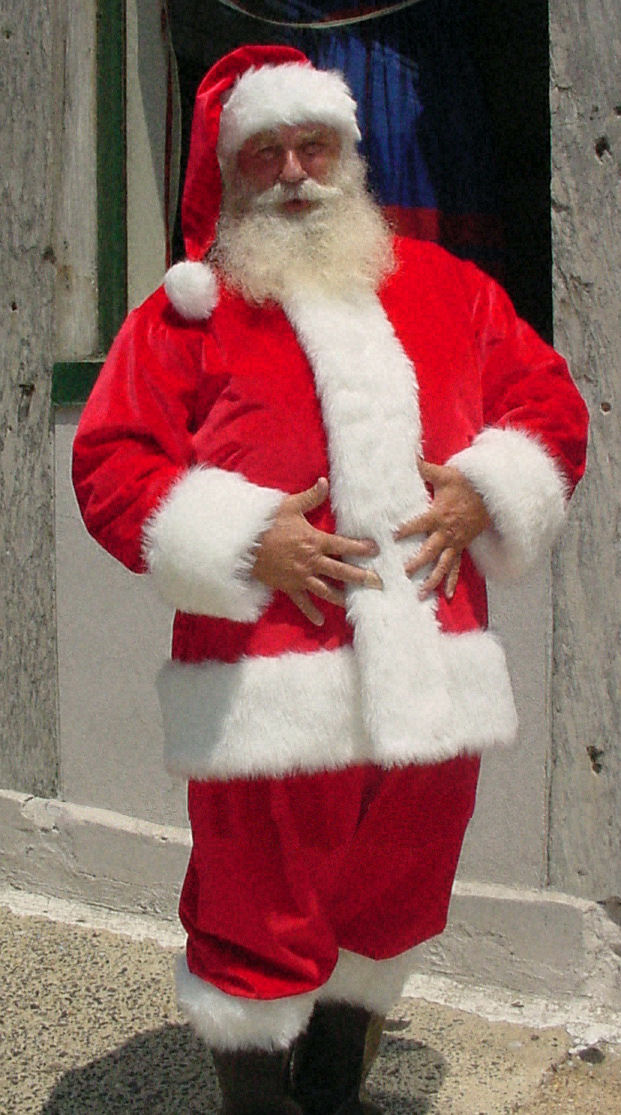
Referenserna till jul och jultomten har gjort julvisa av sången som annars handlar om årstidsväxlingarna i ett nordiskt bondesamhälle.

Kring julgranen, även känd som Nu så är det jul igen, jultomten myser, är en sång på svenska med text och musik av Alice Tegnér. Den publicerades 1899 i häfte fem av Sjung med oss, mamma!.
Sången, som har tre strofer, handlar om naturen och årstidsväxlingarna i ett nordiskt bondesamhälle, men sångtexten i den första och andra versen har gjort att visan brukar räknas till julrepertoaren. Även sista versen refererar till julen. Utdrag ur sången finns även i en annan julsång, Jul i främmande hamn.

## Tryckta utgåvor (urval)
- Sjung med oss, mamma! (häfte 5), 1899
- Nu ska vi sjunga, 1943, under rubriken "Julsånger".

## Inspelningar
En tidig inspelning gjordes av Margareta Schönström-Modéen i Stockholm i maj 1926, och på skivan "Rida ranka" i november samma år. Sången finns också insjungen på skiva av Glenmarks på julalbumet Jul a la carte från 1975. samt Anita Lindom på julalbumet Jul med tradition från 1975. och av Peter Himmelstrand, också 1975, på ett skivalbum med "Nu ska vi sjunga"-tema.
Sången har också spelats in på spanska av Maria Llerena som "Ya es Navidad" på skivalbumet Chiquitico mio från 1988.

### Fotnoter
1. ↑  ”Rida ranka”. Svensk mediedatabas. 25 februari 1975. http://smdb.kb.se/catalog/id/000097321. Läst 17 maj 2011.
2. ↑  ”Jul a la carte”. Svensk mediedatabas. 25 februari 1975. http://smdb.kb.se/catalog/id/001884784. Läst 17 maj 2011.
3. ↑  ”Jul med tradition”. Svensk mediedatabas. 25 februari 1975. http://smdb.kb.se/catalog/id/001887301. Läst 17 maj 2011.
4. ↑  ”Nu ska vi sjunga. Vol. 2s”. Svensk mediedatabas. 25 februari 1975. http://smdb.kb.se/catalog/id/001441018. Läst 17 maj 2011.
5. ↑  ”Chiquitico mio”. Svensk mediedatabas. 25 februari 1988. http://smdb.kb.se/catalog/id/001481880. Läst 13 juni 2011.